# Horn af Ekebyholm
Horn af Ekebyholm var en svensk friherrlig och grevlig ätt.

## Historia
Ätten är första delen av huvudgrenen av Hornätten, en svensk-finländsk frälseätt känd sedan 11 februari 1381.
Stamfader för Hornätten är Olof Mattsson till Åminne, Halikko, som nämndes 1381. En av hans söner, Matts Olofsson, var domprost i Uppsala, och en annan, Henrik Olofsson erhöll frälsebrev av Erik av Pommern 1407.
Den adliga grenen av ätten Horn introducerades genom lottning mellan 10 mars och 4 april, år 1625 med namnet Horn af Kanckas under nuvarande nummer 12, men utgick på svärdssidan 1728.
Generallöjtnanten och kanslirådet, sedermera riksrådet och kanslipresidenten samt lantmarskalken (tre gånger) Arvid Bernhard Horn (1664–1742), frihetstidens kände statsman och donator av den yngre lantmarskalksstaven, som upphöjts i friherrlig värdighet den 18 juli 1700 i Malmö av Karl XII men ej tagit introduktion, upphöjdes i grevlig värdighet den 27 juni 1706 i Huvudkvarteret Jaroslavice i Wolhynien i Polen. Han introducerades den 17 december 1713, vilket senare skulle räknas som 1719, med namnet Horn af Ekebyholm under nummer 53. Ätten utgick den 20 juni  1798 och därmed slöts Kanckasgrenen. Siste medlem var Gustaf Horn.

## Vapenbeskrivning
Hornvapnet är likt det tidigare tillhörande frälsesläkten vapen som är belagt från ett sigill för Olof Mattson. Namnet Horn är antogs från efter vapenbilden under det efterföljande seklet. Oxhorn är en symbol för styrka som en oxe har.
Namnet skiljer ätterna åt och kommer från godset i Rimbo socken i Uppland som Horn köpte 1724. Huvudskölden är fastställd som fördelad med ett streck i längden och två i tvären i sex fält. Första fältet längst upp på dexter sidan och längst ner på sinister sidan består av två korsvis ställda fanor av silver i ett blått fält. Fälten på spegelvänd sida består av en karl i full och behörig drabant mundering på en svart häst. Karlen håller ett bart svärd i den högra handen. Den mittersta fälten består av två gröna lagerkvistar trädda genom en gyllene krona i ett fält av purpur i det grevliga vapnet. Hjälmprydnaden på sinister sidan är en bart svärd sammanknippat, som det står med två gröna lagerkvistar. Dexter sidan består med två standar och lika många fanor med omväxlande silver och blå färg, vilket också återfinns i friherre vapnet. Lövverket (hjälmtäcke) ska vara av guld och silver. samt blå och svart färg. På vardera sidan om vapnet står två sköldhållare, två vita hästar som står på ett postament.

## Blasonering
| ”                                                                    | En Skiöld fördelt genom et strek i längden och, och tu i twären, uti Sex fält, mit utj hwilcken är det gamble adlige Stamwapn, som är ett swart Horn uti Gull fält: Men af sielfwa Grefweliga wapnet är det första fältet blåt, och derutj twenne i korswijs stälte fanor af sölfwer. det andra fältet är af gull, hwarutj sitter en Karl i full och behörig drabante-mundering på en swart häst, hållandes ett bart swärd i högra handen; det tredie fältet är af Purpur, hwarutj stå twenne gröna lagerqwistar korsswis trädde genom en gyllende Krona. det fierde fältet är utj alt lijka med det tredie, så och det fämte med det andra, och det siette med det första. Ofwan på Skölden stå trenne öpna Torner Hielmar, med en greflig Crona öfwer hwardera; öfwer den medelsta Hiälm Cronan stå twenne Horn, hörande till sielfwa Stammwapnet, med swart och gull i Twären fördelte; öfwer den högra HielmCronan wijsa sig twenne Standarer, och äfwen så många fanor med Sölfwer och blåt hwarom annan skiftande; Utur den wänstra HielmCronan upstiger ett bart swärd, sammanknippat med twänne gröna lagerqwistar, På hwardera sidan om wapnet står en Support af en hwit häst; löfwärket är af gull, sölfwer, blått och swart, aldeles som detta härhoos stående wapnet, med des rätta och egenteliga färgor finnes rijtat och afmålat. | „ |
| – Sköldebrevsavskrifter, RHA, 06:184. Transkription: Per Nordenvall. | |   |

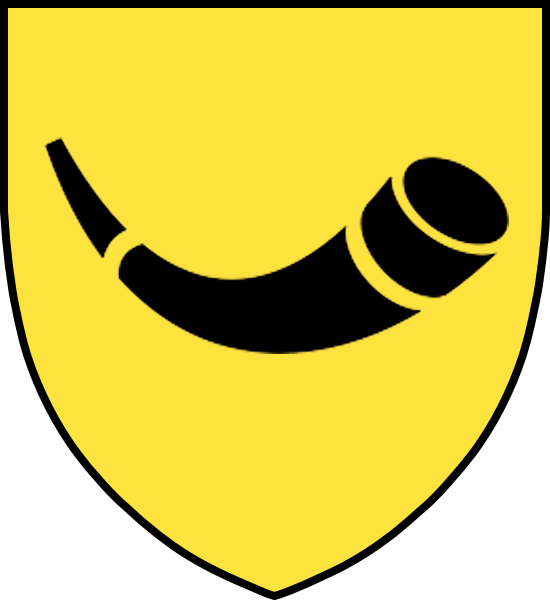
Sköldmärke